# آدولف لیندفورس
آدولف والنتین لیندفورس (به فنلاندی: Adolf Valentin Lindfors) (زاده ۸ فوریه ۱۸۷۹ - درگذشته ۵ مه ۱۹۵۹) کشتی گیر کشور فنلاند است.